# Albert Dastre
Albert Dastre (Parigi, 7 novembre 1844 – Parigi, 22 ottobre 1917) è stato un fisiologo francese.

## Biografia
Studiò e lavorò sotto Claude Bernard (1813-1878) e con Paul Bert (1830-1886) a Parigi e raggiunse la cattedra in fisiologia generale presso la Sorbona nel 1886. Nel 1904 Dastre divenne membro dell'Académie des Sciences. Uno dei suoi assistenti più noti fu il fisiologo rumeno Nicolae Paulescu (1869-1931), scopritore dell'insulina.
Dastre si specializzò nel campo della chimica fisiologica. È ricordato per i suoi studi sulla glicosuria e diabete, così come per le sue indagini che coinvolgono le proprietà proteolitiche del sangue. Nel 1893 introdusse il termine "fibrinolisi" per definire un processo che comporta la dissoluzione spontanea dei coaguli di sangue.
Tra le sue opere scritte vi era un trattato filosofico e scientifico sulla vita e la morte dal titolo La Vie et la Mort. Nel 1878-1879, curò e pubblicò Leçons sur les Phénomènes de la vie communs aux animaux et aux végétaux, un'opera scritta dal suo mentore, Claude Bernard. Con il suo collega Jean-Pierre Morat (1846-1920), fece una legge medica chiamata "Legge Murten Dastre", che afferma che "la costrizione dei vasi sanguigni nella zona del corpo è di solito accompagnato dalla dilatazione dei vasi dei visceri, e viceversa ".
Il 5 marzo 1905 divenne socio dell'Accademia delle scienze di Torino.

## Opere
- 1878-79: Leçons sur les Phénomènes de la vie communs aux animaux et aux végétaux avec Claude Bernard.
- De la Glycémie asphyxique, Versailles: Impr. Cerf et Fils, 1879
- Le Système grand sympathique, Dastre et Morat, Paris: O. Doin, 1880
- Étude critique des travaux récents sur les anesthésiques, Paris: G. Masson, 1881
- Recherche sur les lois de l'activité du cœur, Paris, Germer-Baillière, 1882
- Recherches expérimentales sur le système nerveux vaso-moteur, par A. Dastre... et J.-P. Morat... Paris: G. Masson, 1884
- A propos de l'Histoire de la circulation du sang: Réponse aux critiques de M. Turner, Paris: [s.n.], 1885
- Les anesthésiques: physiologie et applications chirurgicales, par A. Dastre..., Paris: Masson, 1890
- La cocaïne : physiologie et applications chirurgicales, Paris: Masson, 1892
- Exposé des titres et travaux scientifiques de A. Dastre, Albert Dastre, Paris: G. Masson, 1894
- Recherches sur les matières colorantes du foie et de la bile et sur le fer hépatique, par A. Dastre... et N. Floresco... / Paris: Steinheil, 1899
- La phagocytose, 1899
- La lèpre, Paris, Revue des Deux-Mondes, 1901
- Physique biologique, osmose, tonométrie, cryoscopie, Paris: G. Masson, 1901
- La vie et la mort, Paris: E. Flammarion, Bibliothèque de philosophie scientifique, 1903
- Appendice à l'exposé des titres et travaux scientifiques de A. Dastre: 1894-1904, Paris: Impr. de la Cour d'appel L. Marétheux, 1904
- Séance publique annuelle des cinq académies du jeudi 25 octobre 1906, présidée par M. Gebhart; Institut de France / Paris: Institut de France, 1906
- Inauguration du monument de Horace Wells (avec médaillon de Paul Bert): à Paris le dimanche 27 mars 1910 / [Discours de M. Dastre] ; Institut de France, Académie des sciences / Paris: Gautier-Villars, 1910
- Inauguration du monument élevé à la mémoire de Etienne-Jules Marey: à Beaune, le dimanche 31 août 1913, Discours de M. Albert Dastre; Institut de France, Académie des sciences, Paris: Gauthier-Villars, 1913
- Le Centenaire de Claude Bernard, Paris: Imp. L. Maretheux, 1913
- Centenaire de Claude Bernard : discours / [Maurice Croizet, René Viviani, Albert Dastre, Louis Henneguy, Henri Bergson, Arsène d'Arsonval] / [Paris] : Le Matin, 1914
- Séance publique annuelle des cinq académies du lundi 25 octobre 1915 / présidée par M. Léon Bonnat... ; Institut de France / Paris: Institut de France, 1915
- Les Plaies de guerre et la nature médicatrice, Paris: E. Flammarion, 1916
- Appendice à l'exposé des titres et travaux scientifiques de A. Dastre: 1894-1904, Paris: BIU Santé, 2012
- Exposé des titres et travaux scientifiques de A. Dastre, Edition électronique: numérisation 2012 / Paris: BIU Santé, 2012

Prefazioni
- Leçons d'anatomie et de physiologie animales, suivies d'un exposé des principes de la classification...: pour la classe de philosophie, les classes de Ve et VIe années de l'enseignement spécial et les candidats au baccalauréat ès-sciences restreint, par E. Besson...; avec une préface de M. A. Dastre, Paris: C. Delagrave, 1891
- Leçons d'anatomie et de physiologie animales: suivies d'un exposé des principes de la classificqtion : pour les classes de philosophie, 1res lettres et sciences, les candidats au baccalauréat és-sciences restreint et les aspirants au brevet supérieur: contenant 844 dessins répartis en 641 figures intercalées dans le texte, par Émile Besson...; avec une préface de M. A. Dastre, 2e édition revue et améliorée, Paris: C. Delagrave, 1891
- Chaleur animale et bioénergétique, par Jules Lefèvre...; préface de M. A. Dastre, Paris: Masson et cie, 1911

Traduzioni
- Des lésions des nerfs et de leurs conséquences, par le docteur S. Weir Mitchell, traduit et annoté avec l'autorisation de l'auteur par M. Dastre; et précédé d'une préface par M. le Professeur Vulpian / Paris: G. Masson, 1874